# Peeto rodmani
Genre
Espèce
Peeto rodmani, unique représentant du genre Peeto, est une espèce d'araignées aranéomorphes de la famille des Trachycosmidae.

## Distribution
Cette espèce est endémique du Queensland en Australie. Elle se rencontre de Mount Molloy à Brookfield.

## Description
La femelle holotype mesure 4,3 mm et le mâle 2,8 mm.

## Systématique et taxinomie
Ce genre a été décrit par Platnick en 2002 dans les Gallieniellidae. Il est placé dans les Trachycosmidae par Azevedo, Bougie, Carboni, Hedin et Ramírez en 2022.

## Étymologie
Cette espèce est nommée en l'honneur de James Rodman.

## Publication originale
- Platnick, 2002 : « A revision of the Australasian ground spiders of the families Ammoxenidae, Cithaeronidae, Gallieniellidae, and Trochanteriidae (Araneae: Gnaphosoidea). » Bulletin of the American Museum of Natural History, no 271, p. 1-243 (texte intégral).